# Constantin Maria von Droste zu Hülshoff

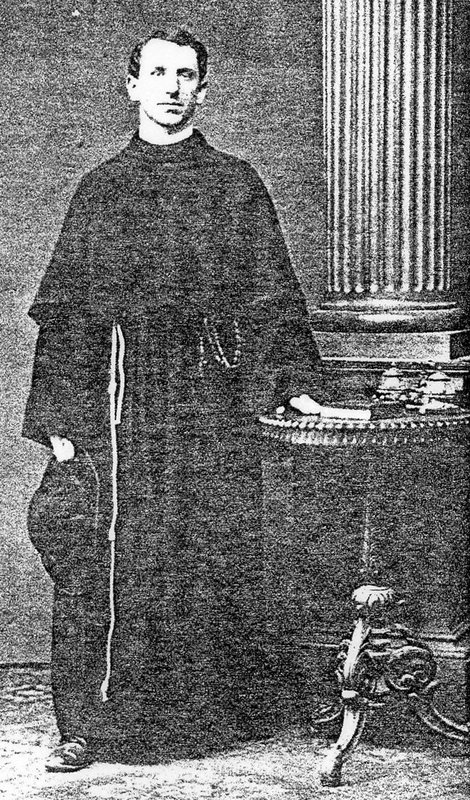
Constantin August Maria von Droste zu Hülshoff als Minoritenpater

Constantin August Maria von Droste zu Hülshoff (* 22. Januar 1841 in Münster; † 30. Dezember 1901 in La Crosse, Wisconsin, USA) war ein deutscher Franziskanerminorit in der Diözese La Crosse.

## Leben
Constantin August Maria Freiherr Droste zu Hülshoff war das fünfte Kind des Augenarztes Joseph Maria Freiherr Droste zu Hülshoff (1789–1850), bis 1843 Gutsbesitzer von Haus Alst und Grollenburg, und der Maria Anna Julia (Julie) Kock (1810–1881). Er gehörte der 21. Generation seiner Familie an und war ein Bruder der Schriftstellerin Therese Dahn, ein Enkel des Komponisten Maximilian-Friedrich von Droste zu Hülshoff und ein Neffe zweiten Grades der Dichterin Annette von Droste-Hülshoff. Die Dichterin, die an seiner Taufe teilnahm, hatte seine Vornamen August Maria vorgeschlagen und bezeichnete ihn als das größte Kind von sechs Monaten, das sie je gesehen habe. Auch war er ein Neffe ersten Grades des Universitätsprofessors und Rektors der Universität Bonn Clemens-August von Droste zu Hülshoff, des jüngeren Bruders seines Vaters.
Nach dem Tode seines Vaters lebte er mit seiner Mutter und den Geschwistern – darunter Therese Dahn – in Veitshöchheim, wo einer seiner Brüder, Werner, Verwalter des Hofgartens von Schloss Veitshöchheim war. Die Familiengrabstätte befindet sich auf dem dortigen Friedhof. 20 Jahre alt, legte er am 31. Juli 1861 in Braunsberg (Ermland/Ostpreußen) das Abitur am "Königlich katholischen Gymnasium" ab, das später in Lyceum Hosianum umbenannt wurde (zwischen dem Bistum Münster und dem Bistum Ermland gab es in dieser Zeit enge Beziehungen). Constantin August Droste zu Hülshoff versuchte zunächst, in seiner Familienheimat Münster Priester zu werden. Für seinen Lebensunterhalt wollte er die sogenannte Erbmänner-Vikarie der „Stiftung Rudolf-von-der-Tinnen“ in Anspruch nehmen. Dies versagte ihm die Stiftung trotz bester Leumundszeugnisse des Bischofs von Münster wegen seiner Abkunft von einer bürgerlichen Mutter. Einen zivilrechtlichen Prozess gegen diese Entscheidung der Stiftung verlor er. Er begann 1862 ein Studium der Theologie an der Universität Würzburg, trat 1863 in das dortige Priesterseminar ein und empfing 1864 die niederen Weihen. 1864 trat er in das Collegium Germanicum et Hungaricum in Rom ein, wo er 1867 die Priesterweihe empfing. Er war das einzige Mitglied seiner Familie, das dauerhaft in die USA auswanderte. 1896 unternahm er eine Schiffsreise nach Deutschland, bei der er seiner Schwester Therese nach deren Aussage gestanden hat, dass er eigentlich Medizin studieren wollte.

## Wirken

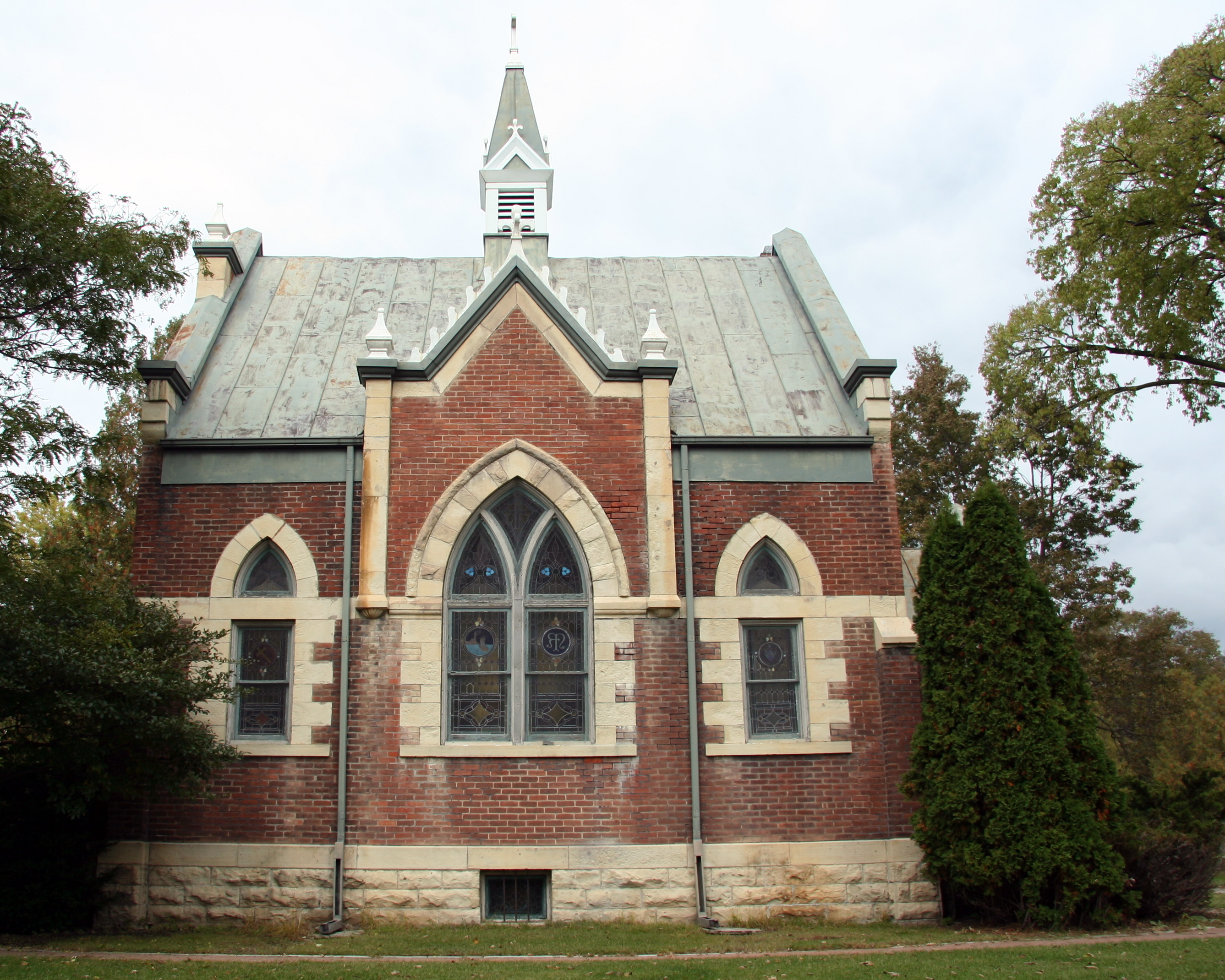
Kapelle des katholischen Friedhofs von La Crosse/Wisconsin, dort ruht Constantin Maria in einer Gruft mit Familienwappen

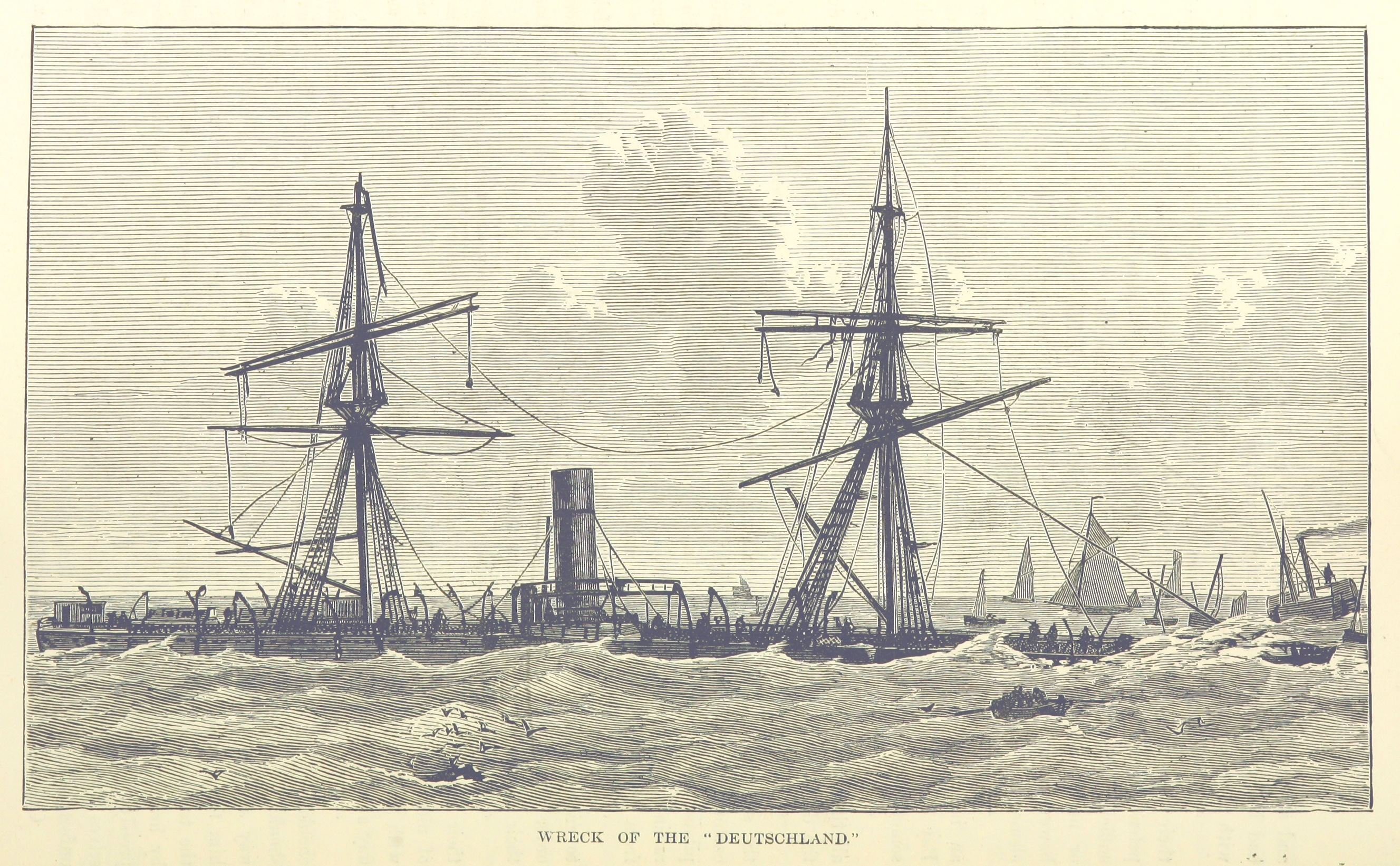
Wrack des Dampfers "Deutschland" 1875

Während seiner kurzen Zeit als Kaplan in St. Gertraud in Würzburg trat Constantin von Droste zu Hülshoff 1869 in den Minoritenorden ein und ging im September 1869 als Missionar in die USA. Nach einer Meldung in der Augsburger Postzeitung Nr. 214 vom 11. September 1869 schiffte er sich unter Leitung des Missionsoberen und späteren Bischofs Fidelis Dehm mit einer Gruppe weiterer Minoriten, am 4. September des Jahres von Bremen nach Amerika ein. Die Überfahrt war nicht ungefährlich, wie noch 1875 der Untergang des Dampfers Deutschland, bei dem Missionarinnen zu Tode kamen, zeigen sollte. Sein Wirken umfasste neben der Seelsorge den Bau und die Ausschmückung der Kirchengebäude seiner Pfarreien. Zunächst wirkte er als Pfarrer in Mequon in der Diözese Milwaukee, ab 1877 in verschiedenen katholischen Pfarreien der Diözese La Crosse. In Genoa Township im Vernon County wirkte er an der St. Charles Borromeo Catholic Church und führte zusätzlich den Haushalt eines verwitweten Vaters von zwei Kindern. Zuletzt wirkte er an der St. Mary's Catholic Church in Keyesville im Richland County. Er starb am 30. Dezember 1901 im St. Francis Hospital in La Crosse und ist in einer Krypta unter dem Altar der Chapel of the Blessed Virgin of the Seven Dolors auf dem katholischen Friedhof in La Crosse beerdigt. Sein Grab ziert das Wappen und der Wahlspruch der Familie Droste zu Hülshoff. In einem Nachruf wurde er in der Zeitung Rice Lake Leader als ein von Geburt und Wesen vornehmer Mann bezeichnet, der ein unbeschwertes und komfortables Leben aufgegeben habe, um Priester zu werden. Er habe herausragende Fähigkeiten und ein angenehmes Auftreten besessen. Er habe einen weiten Horizont gehabt und sei auch außerhalb seiner Kirche beliebt gewesen. Sein Andenken lebt in der dortigen Pfarrei fort.